# Shari Belafonte
Shari Belafonte (* 22. September 1954 in New York) ist eine US-amerikanische Schauspielerin, Sängerin und ehemaliges Model.

## Leben
Shari Belafonte ist die Tochter von Harry Belafonte und der Psychologin Marguerite Byrd. Nach dem Hampshire College in Amherst (Massachusetts) studierte sie an der Carnegie Mellon University in Pittsburgh, mit einem B.A. in Schauspielkunst („Drama“). Danach startete sie eine erfolgreiche Model-Karriere (u. a. für Calvin-Klein-Jeans, insgesamt war sie Cover-Model auf über 300 Magazintiteln), begann aber schon ab 1982 in Filmen aufzutreten und arbeitete als Produktions- und Regieassistentin beim Fernsehen an der Ostküste, bevor sie nach Los Angeles zog, wo sie Assistentin bei der Zeichentrick-Produktionsfirma Hanna-Barbera wurde. Größere Bekanntheit als Schauspielerin erwarb sie als Empfangsdame Julie Gilette in Aaron Spellings Serie Hotel (1983 bis 1985 bei ABC). Im Jahr 1985 wurde sie mit einem Bambi geehrt. Sie begann in den 1980er Jahren auch eine Karriere als Sängerin (überwiegend in Europa) und hatte ihr Theaterdebüt als Tamara im gleichnamigen Stück in Los Angeles. 1991 spielte sie Prof. Laura Wingate in der Fernseh-Serie Beyond Reality. Ab 1994 moderierte sie ein Lifestyle-Magazin (Lifestyles with Robin Leach and Shari Belafonte, davor Lifestyle of the Rich and Famous) und ab 2006 Reise-Sendungen im Fernsehen. Sie ist auch sehr aktiv in verschiedenen Unterstützerprojekten für Kinder, Tier- und Umweltschutz (Sprecherin der Starlight Children’s Foundation) und wirbt für Fitness- und Diät-Unternehmen wie Slim-Fast. Vom Wall Street Journal wurde sie unter die Top Ten der „celebrity endorsers“ (prominenter Werbeunterstützer) gewählt.
Shari Belafonte war von 1977 bis 1988 mit Robert Harper verheiratet und ist seit 1989 mit dem Schauspieler Sam Behrens verheiratet. Im Jahr 2000 ließ sie sich in der September-Ausgabe des US-Playboys ablichten.

## Filmografie (Auswahl)
- 1981: Hart aber herzlich (Fernsehserie, Folge 2x17 Die Schwestern)
- 1982: Ein Stern in dunkler Nacht (If You Could See What I Hear)
- 1982: Trapper John, M.D. (Fernsehserie, Folge 4x04)
- 1982: Time Walker
- 1983–1988: Hotel (Fernsehserie, 115 Folgen)
- 1984: Love Boat (The Love Boat, Fernsehserie, Folge 7x22)
- 1984: Frauen wie Samt und Stahl (Velvet, Fernsehfilm)
- 1984: Overnight Sensation (Kurzfilm)
- 1985: Matt Houston (Fernsehserie, Folge 3x18)
- 1985: Eine unheimliche Geisternacht (The Midnight Hour, Fernsehfilm)
- 1986: Heißhunger (Kate’s Secret, Fernsehfilm)
- 1989: Cannonball Fieber – Auf dem Highway geht’s erst richtig los (Speed Zone!)
- 1990: Ein allzu klarer Fall (Murder by Numbers)
- 1990: Feuer, Eis & Dynamit
- 1991–1993: Beyond Reality (Fernsehserie, 22 Folgen)
- 1992: The Player
- 1994: Blut auf schwarzer Seide (French Silk, Fernsehfilm)
- 1995: Verlorene Träume (The Heidi Chronicles)
- 1997: Mars – The Dark Secret
- 1998: Babylon 5: Das Tor zur 3. Dimension (Babylon 5: Thirdspace)
- 2001: The District – Einsatz in Washington (The District, Fernsehserie, Folge 2x04)
- 2008: Nip/Tuck – Schönheit hat ihren Preis (Nip/Tuck, Fernsehserie, Folge 5x12)
- 2010: Miami Medical (Fernsehserie, Folge 1x05)
- 2014: Teacher of the Year
- 2015: Primrose Lane
- 2016–2017: General Hospital (Fernsehserie, 8 Folgen)
- 2017: Confessions of a Teenage Jesus Jerk
- 2018: Say Yes
- 2019–2021: The Morning Show (Fernsehserie, 17 Folgen)
- 2025: Navy CIS (Fernsehserie, eine Folge)

## Diskografie
- 1987: Eyes Of Night
- 1989: Shari